# 洪子瑜

洪子瑜

洪子瑜（1918年－1989年7月24日），是一位出身浙江省的國民黨政府官僚及白色恐怖受難者。他也是洪秀柱的父親。

## 生平
洪子瑜出生於浙江省餘姚縣境內（泗門鎮大廟周村洪家自然村）。在畢業於上海政法大學（後併入華東政法大學）法律學系後，他進入南京國民政府專賣局任管理職位。
1946年2月，洪子瑜獲准攜帶家眷隨嚴家淦前往臺灣；此後，他先後任職於數個由中國國民黨掌控的事業機構。不久，他獲任月眉糖廠副廠長及主任秘書，並與家人居住於廠區內的宿舍。1950年2月26日，內政部警政司保安特警突然逮捕洪子瑜；洪氏隨後遭指控牽涉沈鎮南匪諜案。洪氏先被關押於臺北保安總隊隊部，後又受臺灣保安司令部軍法處連續審訊。最後，洪氏獲判移送綠島新生訓導處接受「感化教育」；此後，他在監視下持續接受「勞動改造」3年又3月。出獄後，他因留下政治犯前科一時無法找到穩定工作；後來，他因其寫作能力被賞識而以受立法委員委託謄寫資料、撰寫質詢講稿等為業。

## 家庭
洪子瑜與魯曼珍結婚並育有洪秀柱等4位子女。在他入獄後，魯曼珍變賣首飾，並從事針織以支持家中經濟。

## 軼事
- 同為新生訓導處關押犯人的胡子丹表示洪氏當時未受任何礼遇，也参加了全部的劳动和公差，同時洪氏也無法以臺灣話溝通。[6]